# NGC 1665
NGC 1665 (również PGC 16044) – galaktyka soczewkowata (S0), znajdująca się w gwiazdozbiorze Erydanu. Odkrył ją William Herschel 5 października 1785 roku.